# Курга (деревня)
Курга — деревня в Нязепетровском районе Челябинской области России. Административный центр Кургинского сельского поселения. Находится на левом берегу реки Курга, примерно в 15 км к западу-юго-западу (WSW) от районного центра, города Нязепетровск, на высоте 288 метров над уровнем моря.

## Население
| 2002 | 2010 |
| ---- | ---- |
| 56   | ↘47  |

По данным Всероссийской переписи, в 2010 году численность населения деревни составляла 47 человек (23 мужчины и 24 женщины).

## Улицы
Уличная сеть деревни состоит из 2 улиц (ул. Береговая и ул. Запрудная).